# Trissolcus cantus
Trissolcus cantus is een vliesvleugelig insect uit de familie van de Scelionidae. De wetenschappelijke naam van de soort is voor het eerst geldig gepubliceerd in 1977 door Kozlov & Le.